# Eenbesfamilie
De eenbesfamilie (Melanthiaceae) is een familie van eenzaadlobbige, bloemplanten. Het zijn kruidachtige planten uit gematigde streken van het noordelijk halfrond, met name oostelijk Azië en oostelijk Noord-Amerika.
In het Cronquist-systeem (1981) waren de planten ondergebracht bij de leliefamilie, in het APG II-systeem (2003) vormt het een zelfstandige familie; deze omvat ook de planten die elders de familie Trilliaceae vormen.
De familie bestaat uit ongeveer 170 soorten in 16 geslachten; van nature komt in Nederland alleen de eenbes (Paris quadrifolia) van het geslacht Paris voor. Op de Nederlandstalige Wikipedia zijn ook de witte nieswortel (Veratrum album) en Helonias bullata beschreven.
Onderfamilies:
- Melanthiaceae Borkhausen, nom. cons.
  - Melanthieae Grisebach
  - 
    - 
      - Helionadeae Fries
      -  Chionographideae Nakai

    - 
      - Xerophylleae S. Watson
      -  Parideae Bartling

## Geslachten
- Amianthium
- Chamaelirium
- Chionographis
- Daiswa
- Helonias
- Heloniopsis
- Kinugasa
- Melanthium
- Schoenocaulon
- Stenanthium
- Trillium
- Veratrum
- Xerophyllum
- Ypsilandra
- Zigadenus